# Joan Callau i Bartolí
Joan Callau i Bartolí   (Santa Coloma de Queralt, 1959 - 20 de juliol de 2025) fou un polític català, alcalde de Sant Adrià de Besòs des de 2013 a 2021.
Titulat en Magisteri. va ser militant del Partit dels Socialistes de Catalunya i va ser regidor de l'Ajuntament de Sant Adrià de Besòs des de 1995, ocupant diverses àrees, en els últims anys la d'urbanisme, duent a terme, des de 2004, la transformació de la zona del Fòrum. També és president de la Federació del Barcelonès Nord del PSC i conseller nacional del partit.
Mà dreta de l'alcalde Jesús Maria Canga, el va succeir en el càrrec quan aquest va renunciar el 2013, una successió polèmica, perquè també hi aspirava la número 2 de la llista electoral, Isabel Marcuello. El nomenament oficial com a alcalde de Sant Adrià va ser el 21 de juny de 2013 amb els vots del PSC i d'ICV-EUiA.
Reelegit com a alcalde el 2019, a mig mandat, el 23 de març de 2021, va presentar la renúncia al càrrec amb la idea de fer una transició en l'alcaldia, un relleu «natural i generacional», proposant com a substituta la tinent d'alcalde, Filo Cañete, vinculada al consistori des de 2007. Callau negà que la seva renúncia tingués a veure amb el fet de ser investigat des de 2017 pel cas de tolerància d'una discoteca il·legal per part del consistori, que també esquitxà el seu predecessor.
En abandonar l'alcaldia, només sis dies després de la seva dimissió, el PSC va nomenar-lo assessor a l'Àrea Metropolitana de Barcelona.
Va morir el 20 de juliol de 2025.